# Tabulatura nova

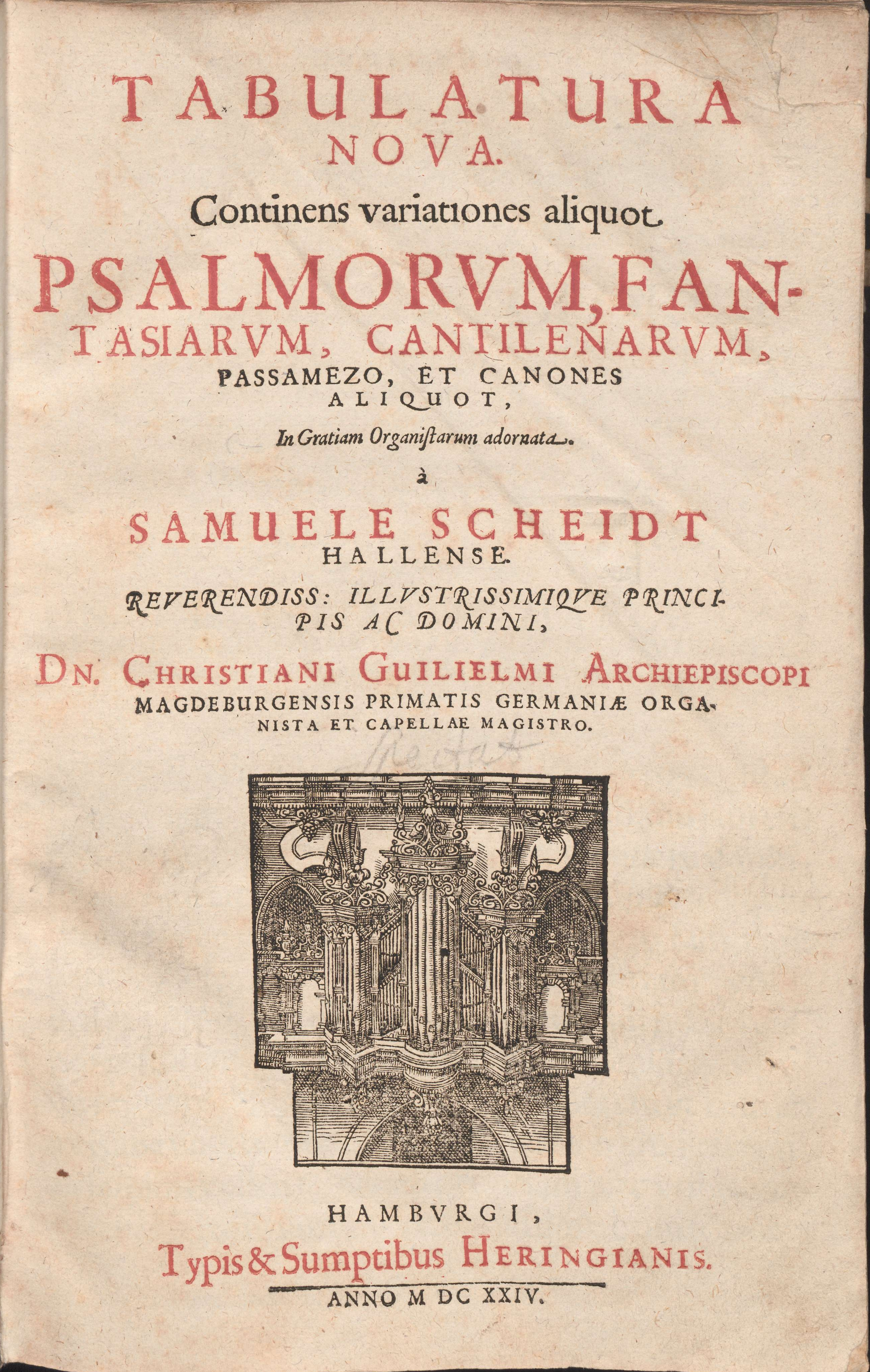
Titel der Sammlung (Tabulatura nova: continens variationes aliquot psalmorum, fantasiarum, cantilenarum, passamezo, et canones aliquot, in gratiam organistarum adornata à Samuele Scheidt Hallense) / etwa: Neue Tabulatur: enthält Variationen über einige Psalmen, Fantasien, Kantilenen, Passamezzo und einige Kanons, ausgeschmückt von dem Organisten Samuel Scheidt zu Halle

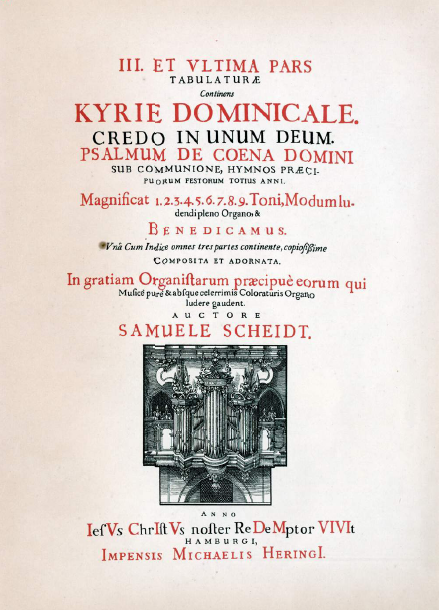
Titelblatt von Teil III der Tabulatura Nova von Samuel Scheidt, 1624.

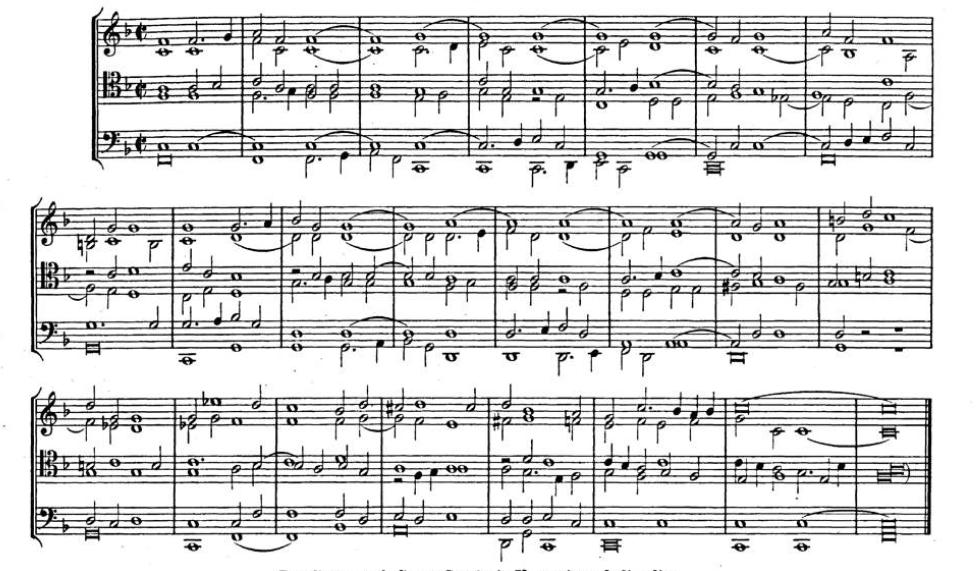
Scheidts Modus Pleno Organo Pedaliter: Benedicamus, 1624 (sechs Stimmen mit Doppelpedal)

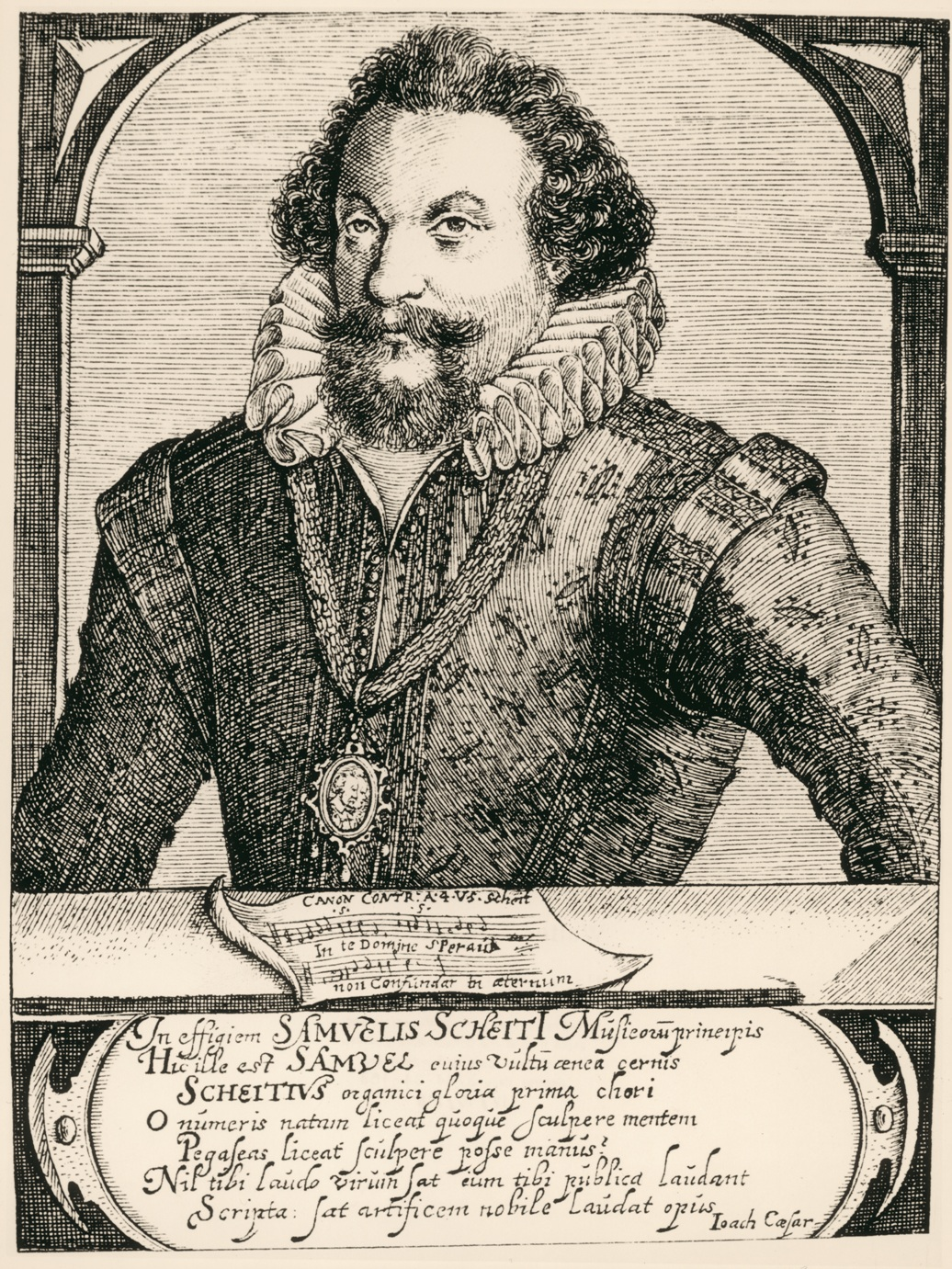
Samuel Scheidt mit dem Canon ‘In te Domine speravi’, Kupferstich (1624) (In effigiem Samuelis Scheiti Musicorum principis. / Hic ille est Samuel cuius vultum aenea cernis / Scheitius organici gloria prima chori. / O numeris natam liceat quoque sculpere mentem, / Pegaseas liceat sculpere posse manus, / Nil tibi laudo virum, sat cum tibi publica laudant / Scripta: sat artificem nobile laudat opus.)

Die Tabulatura nova (lat.; „Neue Tabulatur“; SSWV 102–158) des norddeutschen Komponisten und Orgelmeisters Samuel Scheidt (1587–1654) aus Halle ist „nach Umfang und Gehalt die bedeutendste Sammlung von Kompositionen für Tasteninstrumente, die vor dem 18. Jahrhundert in Deutschland erschien“.

## Einführung
Die Kompositionssammlung erschien zuerst 1624 in Hamburg bei Michael Hering. Die Sammlung der originalen Druckausgabe, die in dem Jahr erschien, in dem die Scherer-Orgel in Tangermünde  fertiggestellt wurde, besteht aus 3 Teilen (I/II/III) mit 57 Stücken.
In der Sammlung fand die (neue) Partiturnotation (Kombination aus Fünflinien-Systemen) Anwendung, d. h. nicht die (nord)deutsche Orgeltabulatur (eine Buchstaben-Notenschrift).
Die Sammlung ist Christian Wilhelm, dem Erzbischof und Administrator von Magdeburg, gewidmet. Diese hatte der Komponist bereits 1620 seine Cantiones sacrae gewidmet.
Die Sammlung enthält für heutige Verhältnisse gattungsmäßig weit auseinander liegende Stücke, sowohl weltliche als auch geistliche darunter große Variationswerke (mit unterschiedlichsten Variationsformen vom einfachen Bicinium bis hin zu rhythmisch und harmonisch höchst komplexen Gebilden) sowie Magnificat-Vertonungen und andere liturgisch gebundene Orgelwerke bzw. cantus-firmus-gebundene Sätze Samuel Scheidts.
Die erste moderne Edition der Tabulatura nova bildete den Auftakt der Denkmäler deutscher Tonkunst (Band I, 1893), eine wichtige Ausgabe ist die der Glaubensgemeinschaft Ugrino, eine moderne Neuausgabe besorgte Harald Vogel.
Stücke der Sammlung wurden vielfach eingespielt, die von German Brass eingespielte Auswahl von Stücken von Samuel Scheidt (Allerley Liebliche Täntze & Liedlein Auff Concerten Manir) beispielsweise enthält Stücke daraus.

## Inhaltsübersicht
Die einzelnen Sätze/Abschnitte der Tabulatura nova sind:
Teil I
- 1. Wir gläuben all’ an einen Gott. SSWV 102.
- 2. Fantasia super „Jo son ferito lasso“. SSWV 103.
- 3. Vater unser im Himmelreich, SSWV 104.
- 4. Fantasia super Ut. Re. Mi. Fa. Sol. La. SSWV 105.
- 5. Warum betrübst du dich, mein Herz. SSWV 106.
- 6. Passamezzo. SSWV 107.
- 7. Weh, Windchen, weh. SSWV 108.
- 8. Courante. SSWV 109.
- 9. Courante. SSWV 110.
- 10. Ach du feiner Reiter. SSWV 111.
- 11. Est ce Mars. SSWV 112.
- 12. Da Jesus an dem Kreuze stund. SSWV 113.
- 13. Fantasia super „Ich ruf zu dir, Herr Jesu Christ“. SSWV 114.

Canones aliquot.
- 14. Canon contrarius in 5. Cantio sacra. SSWV 115.
- 15. Canon contrarius in unisono. Cantio sacra. SSWV 116.
- 16. Canon contrarius in 5. Cantio sacra. SSWV 117.
- 17. Canon in 5. Cantio sacra. SSWV 118.
- 18. Canon super ut, re, mi, fa, sol, la. SSWV 119.
- 19. Canon ad decimam ad Basin sine pausis. Cantio sacra. SSWV 120.
- 20. Canon modo superiori ad decimam sine pausis. Cantio sacra. SSWV 121.
- 21. Canon in unisono. Magnificat 8. Toni. SSWV 122.
- 22. Canon in 5. Magnificat 8. Toni. SSWV 123.
- 23. Canon contrarius in 5. SSWV 124.
- 24. Canon in unisono. Hymnus O Lux. SSWV 125.
- 25. Canon in unisono. Cantio sacra. SSWV 126.

Teil II
- 1. Fuga contraria. SSWV 127
- 2. Echo ad manuale duplex, forte et lene. SSWV 128.
- 3. Fuga. SSWV 129.
- 4. Cantio sacra: Herzlich lieb hab’ ich dich, O Herr. 2 versus. SSWV 130.
- 5. Cantio sacra: Christ lag in Todesbanden. 5 versus. SSWV 131.
- 6. Fantasia. SSWV 132.
- 7. Hymnus: Christe, qui lux es et dies. 9 verse. SSWV 133.
- 8. Cantilena anglica de Fortuna. SSWV 134.
- 9. Gelobet seist du, Jesu Christ. SSWV 135.
- 10. Allemande: (Soll es sein). 10 variationes. SSWV 136.
- 11. Allemande: Also geht’s, also steht’s. 7 variationes. SSWV 137.
- 12. Toccata super: In te, Domine, speravi. SSWV 138.

Teil III
- 1. Kyrie dominicale. SSWV 139.
- 2. Magnificat primi toni. SSWV 140.
- 3. Magnificat secundi toni. SSWV 141.
- 4. Magnificat tertii toni. SSWV 142.
- 5. Magnificat quarti toni. SSWV 143.
- 6. Magnificat quinti toni. SSWV 144.
- 7. Magnificat sexti toni. SSWV 145.
- 8. Magnificat septimi toni. SSWV 146.
- 9. Magnificat octavi toni. SSWV 147.
- 10. Magnificat noni toni. SSWV 148.
- 11. Veni Redemptor gentium. SSWV 149.
- 12. Hymnus de nativitate Christi: A solis ortus cardine. 5 versus. SSWV 150.
- 13. Christe qui lux es et dies. SSWV 151.
- 14. Hymnus de resurrectione Christi: Vita Sanctorum, decus Angelorum. 5 versus. SSWV 152.
- 15. Hymnus de Sancto Spiritu: Veni Creator Spiritus. 3 versus. SSWV 153.
- 16. Hymnus de sancta Trinitate: O Lux beata Trinitas. 7 versus. SSWV 154.
- 17. Credo in unum Deum. SSWV 155.
- 18. Psalmus sub communione: Jesus Christus unser Heiland. 6 versus. SSWV 156.
- 19. Modus ludendi pleno organo pedaliter. SSWV 157.
- 20. Modus pleno organo pedaliter: Benedicamus. SSWV 158.

## Ausgaben
- Original. 3 Bände. Hamburg 1624.
  - Tabulatura nova. Continens variationes aliquot psalmorum, fantasiarum, cantilenarum, passamezzo et canones.
  - Pars secunda tabulaturae. Continens fugarum, psalmorum, cantionum et échus, tocatae, variationes varias omnimodas pro quorumvis organistarum captu et modulo.
  - III et ultima pars tabulaturae. Continens Kyrie Dominicale, Credo in unum Deum, Psalmum de Coena Domini sub communione, hymnos praecipuorum festorum totius anni, Magnificat… & Benedicamus.
- Denkmäler deutscher Tonkunst (Band 1)
- Tabulatura nova. Teil I–III. Ugrino/Peters, Hamburg/Leipzig, 1954 (= Werke, hg. von [der Oberleitung der Glaubensgemeinde Ugrino durch] Gottlieb Harms und Christhard Mahrenholz, 6-7 / VI-VII) 1954.
- Harald Vogel. Drei Bände (entsprechend der Aufteilung des Originals). Breitkopf & Härtel, Wiesbaden 1994/1999/2002.